# Rosa Bonheur
Rosa Bonheur, född Marie-Rosalie Bonheur 16 mars 1822 i Bordeaux, död 25 maj 1899 i Thomery, var en fransk målare och skulptör.

## Uppväxt
Rosa Bonheur föddes in i en mycket konstnärlig familj där hon, liksom alla sina fyra yngre syskon, blev konstnär. Hennes största intresse och specialitet var att måla djur. Hennes far, som ville uppmuntra dotterns måleri och skulpterande, lät henne ha ett får på balkongen till lägenheten där de bodde på sjätte våningen i Paris.

## Konstnärskarriär
Redan som nittonåring började hon regelbundet ställa ut sina konstverk på Parissalongen, något hon fortsatte med i över tio års tid. 1848 fick hon sin första guldmedalj, utdelad av en jury bestående av bland andra Corot, Delacroix och Ingres. Efter sin fars död 1849 tog hon över och drev hans konstskola.
Bonheur var känd för sin okonventionella stil: hon hade låtit kortklippa sitt hår, rökte i offentliga sammanhang och när hon besökte platser för anatomistudier av olika djur på slakthus och marknader hade hon fått tillåtelse av sin prefektur i Paris att vara klädd i herrbyxor och arbetarblus offentligt. Vid ett tillfälle bar hon denna klädsel vid ett teaterbesök och det var då en man som högljutt klagade i logen bredvid, tills han fick reda på att hon var en berömd konstnär.

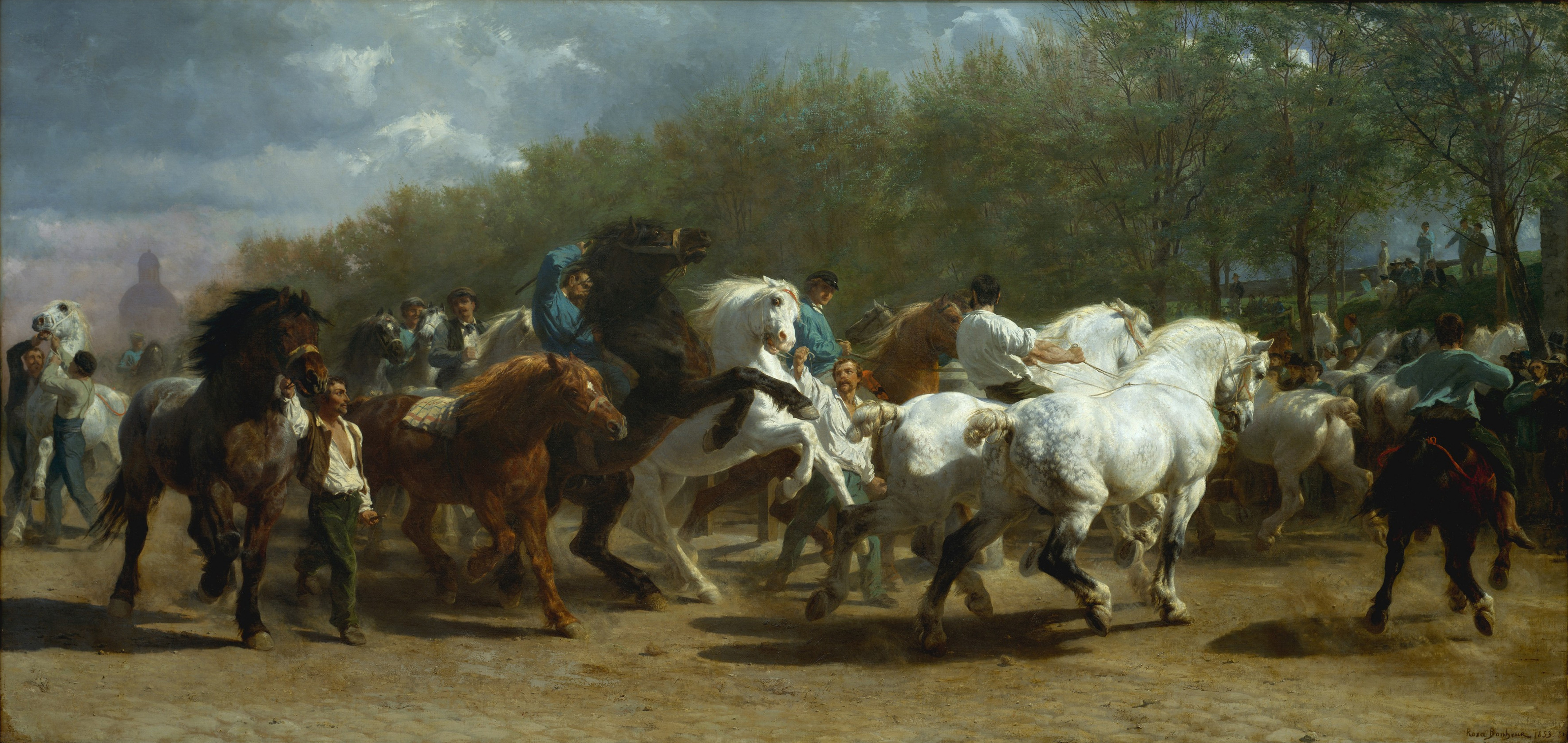
Hästmarknaden.

År 1853 målade hon tavlan Hästmarknaden som fick mycket uppmärksamhet och som visades privat för den dåvarande drottningen Viktoria I av Storbritannien.
Bonheur köpte tillsammans med sin barndomsvän Nathalie Micas ett slott i närheten av Fontainebleau runt år 1855. I slottet hade hon ett menageri som innefattade bland annat ett par lejon, en kronhjort, boskap, en papegoja och några hundar. Hon höll också en fri konstskola där hon själv var lärare. Hon var likt sin far en mycket sympatisk och välmenande lärare som var mycket generös mot konstnärer som hade det svårt och var noga med att ge provision åt alla dem som arbetade för henne.

## Senare år
Under åren 1860–1880 var hon mycket framgångsrik och berömd i England där hon också sålde mest av sina verk. År 1889 dog Nathalie Micas efter att de levt tillsammans i nästan ett halvt sekel. Bonheur lärde senare känna den amerikanska konstnären Anna Elizabeth Klumpke som hon byggde en upp en mycket nära relation till och som hon tillbringade mycket tid med under de sista åren i sitt liv.
Genom kejsarinnan Eugénie av Frankrike var Rosa Bonheur 1865 den första kvinnan som tilldelades Hederslegionens storkors.
Rosa Bonheur är begraven på Père-Lachaise kyrkogård i Paris, tillsammans med Nathalice Micas och Anna Elizabeth Klumpke.

## Utmärkelser
Nedslagskratern Rosa Bonheur på planeten Venus är uppkallad efter henne.
- Karl den heliges orden,  1865[6]
- Riddare av Hederslegionen,  8 juni 1865[7][6]
- Leopoldorden,  1880[6]
- Isabella den katolskas orden,  1880[6]
- Förtjänstkors för konst och vetenskap Sachsen-Coburg och  Gotha,  1885[6]
- Riddare av Santiago med svärdets orden,  1890[6]
- Officer av Santiago med svärdets orden,  1894[6]
- Officer av Hederslegionen,  3 april 1894[8]

[Redigera Wikidata]

## Valda verk

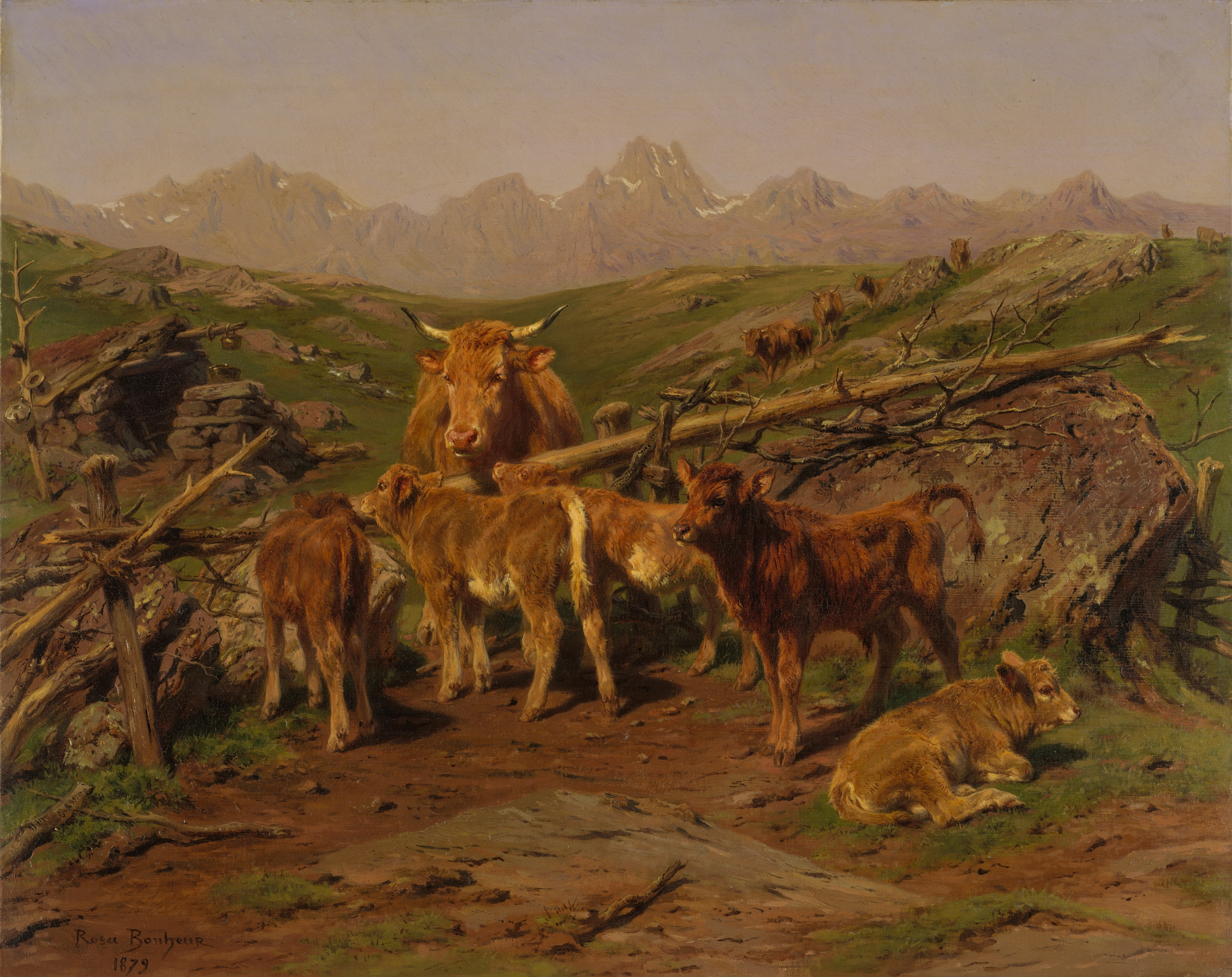
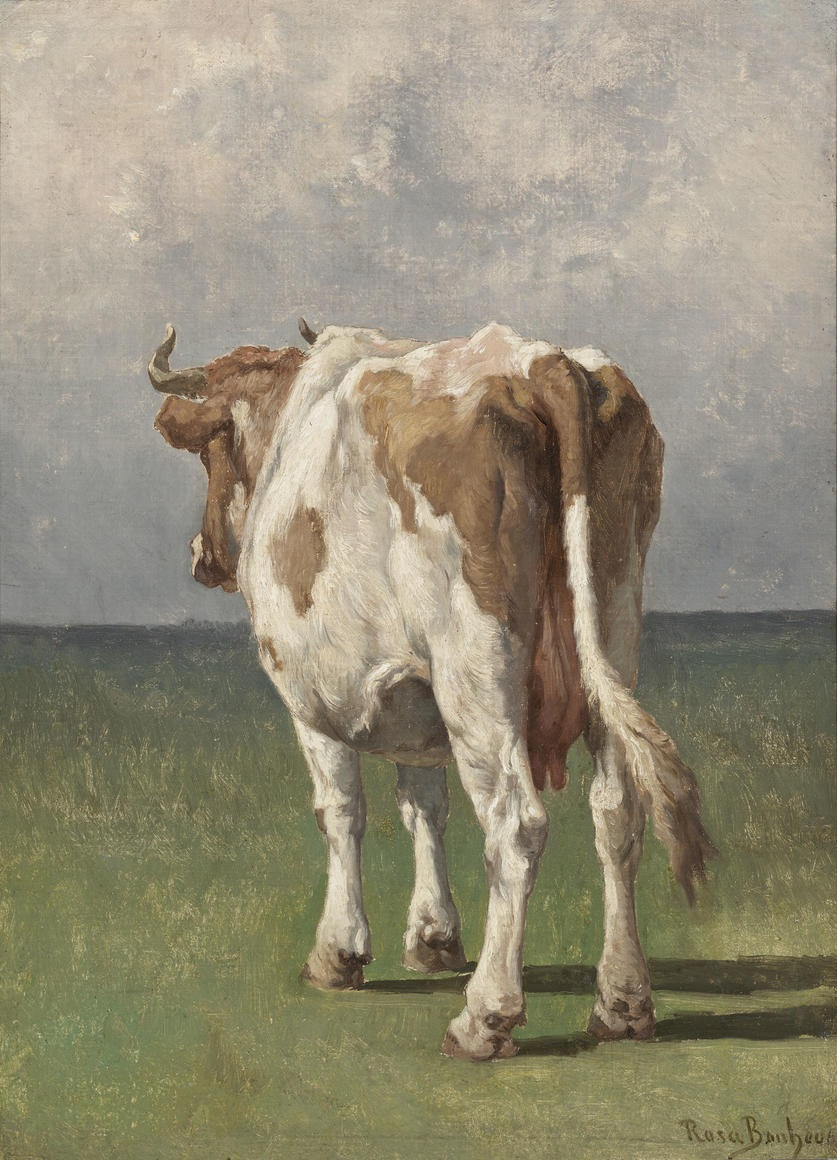
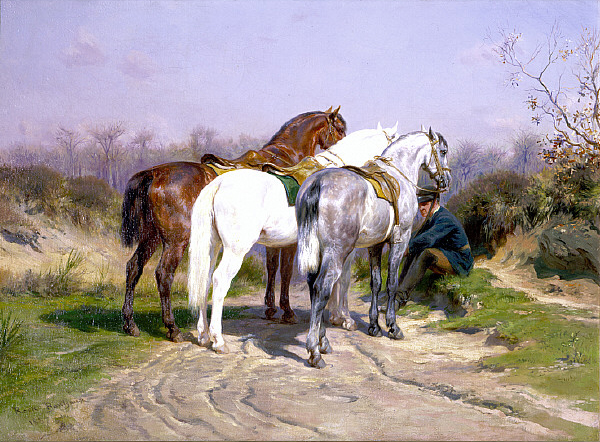
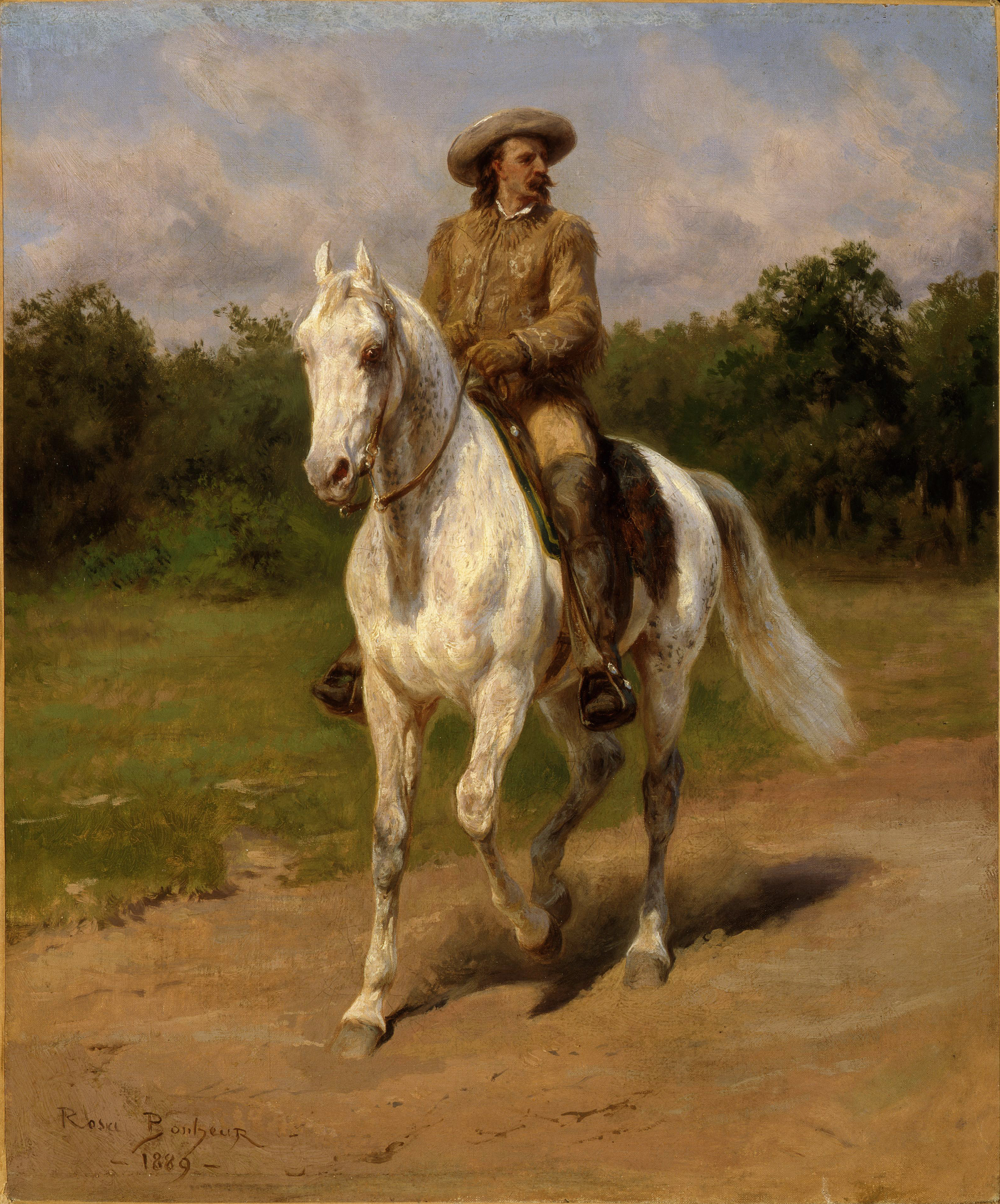
Porträtt av William F. Cody.
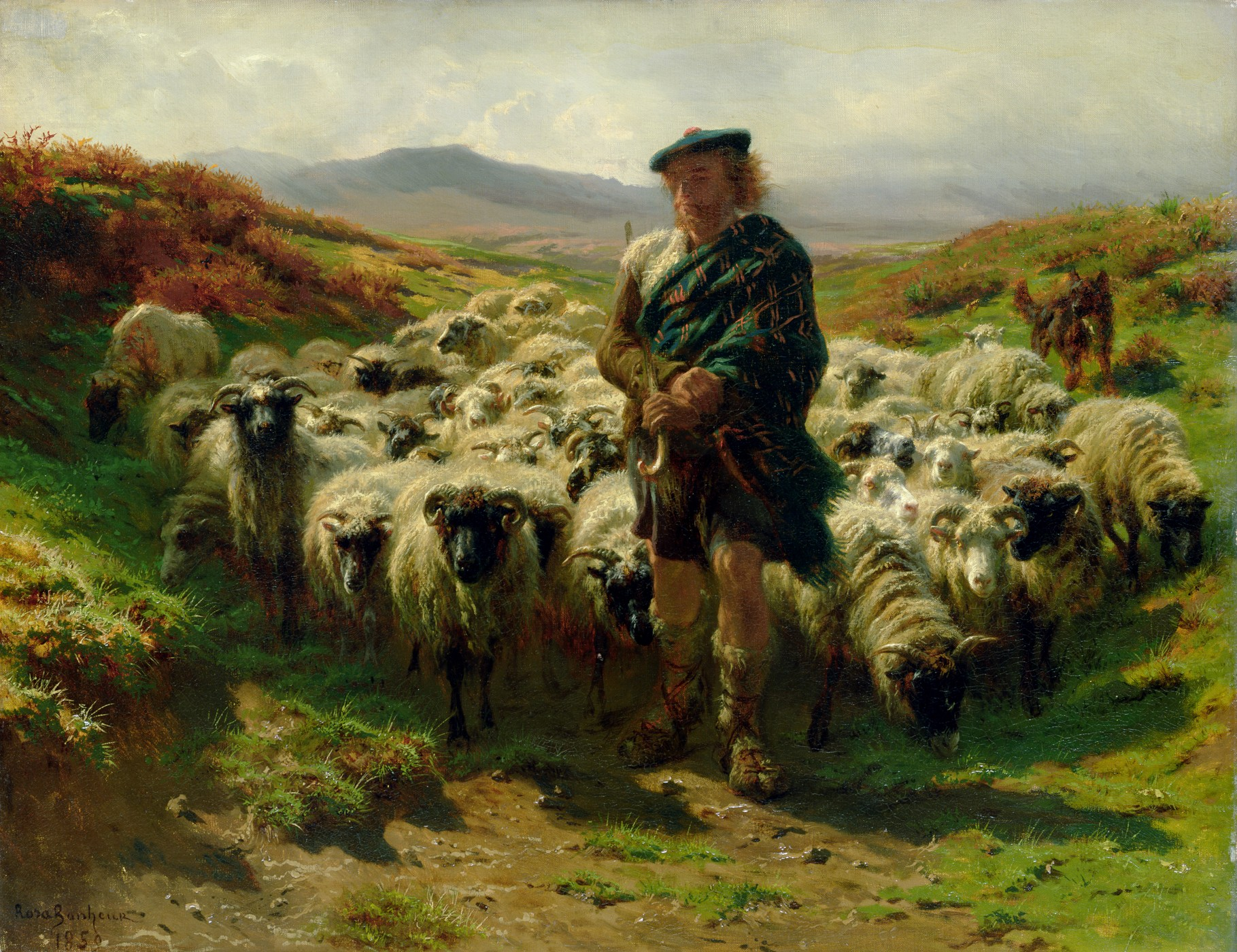
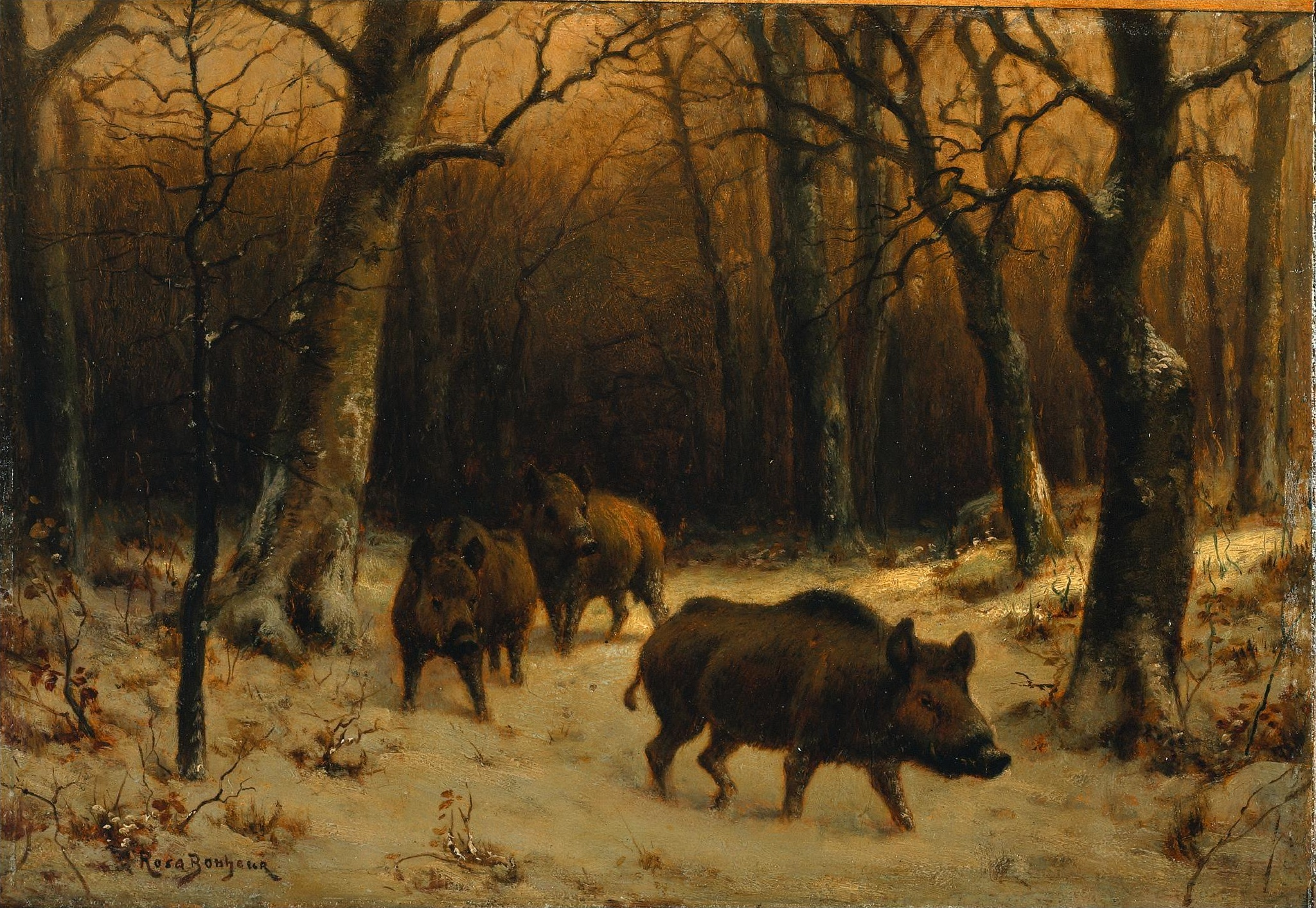
Sangliers dans la neige ellerVildsvin i snö.
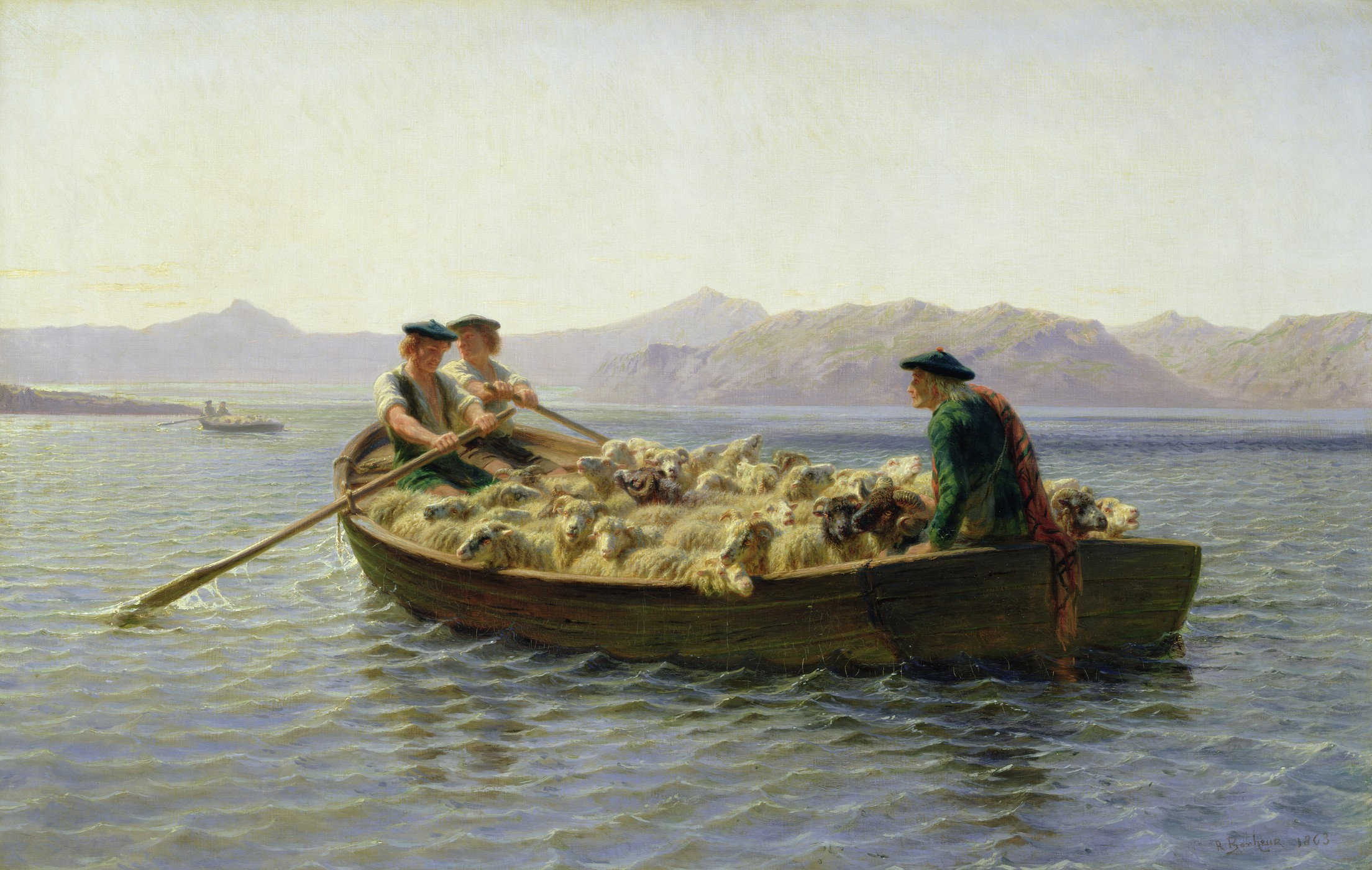
Changement de pâturages
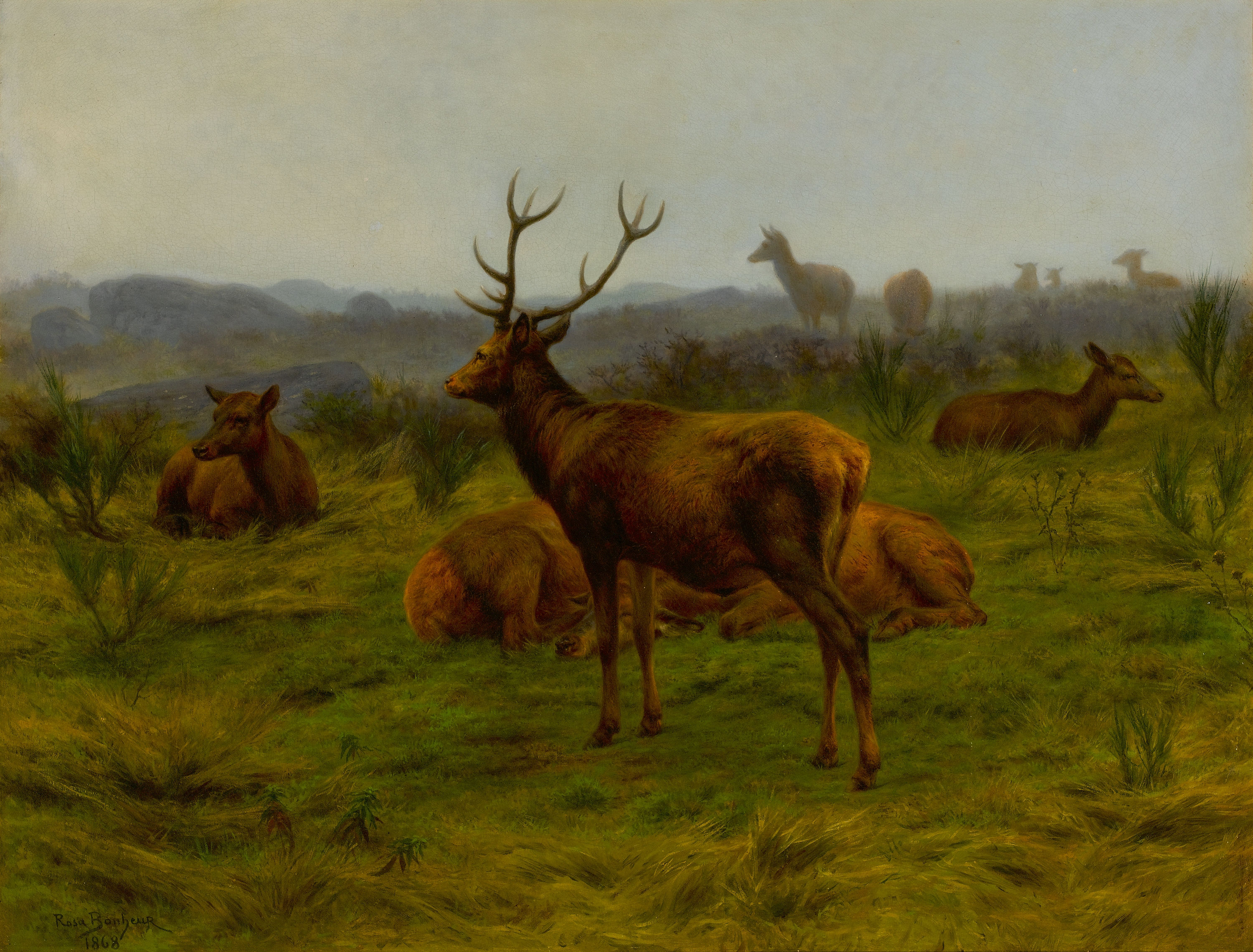
Le monarque de la meute eller Hjordens ledare
Muletiers espagnols traversent les Pyrénées eller Spanska mulåsnedrivare korsar Pyreneerna
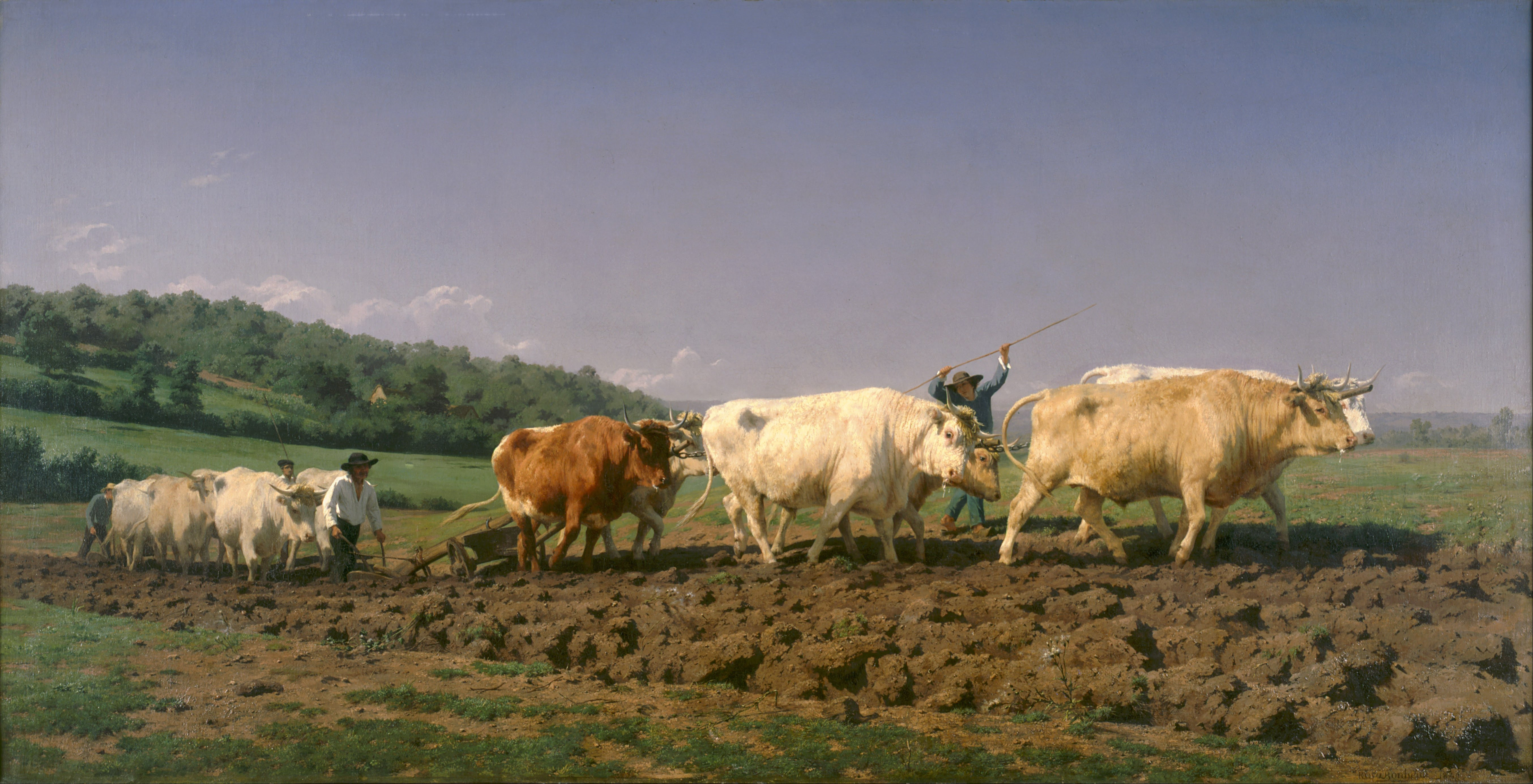